# 十二所神社 (大子町大子)
1. キャンドルナイトの様子

十二所神社（じゅうにしょじんじゃ）は、茨城県久慈郡大子町大子にある神社である。

## 概要
"十二所神社"と称する神社は日本各地にあり、大子町内にも大子、上岡、内大野、下金沢の4地区にある。この項目では町役場も所在する大子地区の神社について説明する。（以下、単に"十二所神社"と記すものは大子町大子の神社を指す。）
祭神は、神武天皇より前の日本神話の神々である天神七代、地神五代である。
社伝では奈良時代の727年に創建され、その後、戦国大名の佐竹義宣の寄進による社殿改築や、水戸藩第2代藩主徳川光圀からの除地の供与などがされた、という。明治には村社、供進指定社に格付けされたが、1910年、火災により建物・財産の一切を焼失してしまう。焼失後、一旦は現在大子町立だいご小学校のある場所に再建したが、その後、現在地へ再移転した。
常陸大子駅前商店街に面した大鳥居をくぐり、"百段階段"と呼ばれる参道を上り、だいご小学校を右手に見ながら進んだ先に拝殿・社務所がある。境内には江戸時代後期に粉こんにゃくを発明した中島藤右衛門を祀った"蒟蒻神社"がある。
高台にある境内からは、真下に町並み、先に奥久慈の山々の四季折々の姿が望める。このような景観と歴史が評価され、1950年に選定された茨城百景の中の「大子町の史跡」の含有地には、御館山、文武館址、大子城址、鏡山城址、久慈川の燈籠流し、と共に十二所神社が含まれている。
神紋は左三つ巴。
春季例大祭は4年に1度、"御出社（ごしゅっしゃ）"と呼ぶ町内を神輿や7つの町内会の屋台が練り回り、お囃子を競演する盛大なものとなる。2005年の御出社からは屋台とお囃子の競演は「大子ぶんぬき祭り」と銘打って開催されるようになった。
また平成の後期から参道の百段階段は、雛飾りやアート作品の展示など町の賑わい創成にも活用されている。

## 祭神
祭神として神武天皇より前の日本神話の神々である天神七代、地神五代と称される以下の12代17柱の神々を祀っている。男女1対の対偶神は2柱で1代と数える。
天神七代の神々（7代12柱）
- 国常立尊（クニトコタチノミコト）
- 豊斟渟尊（トヨクムヌノミコト）
- 泥土煮尊（ウヒジニノミコト）、沙土煮尊（ヌヒジニノミコト） ※対偶神
- 角杙神（ツヌグイノミコト）、活杙神（イククイノミコト） ※対偶神
- 大戸道尊（オオトジノミコト）、大苫尊（オオトマエノミコト） ※対偶神
- 面足尊（オモダルノミコト）、惶根尊（カシコネノミコト） ※対偶神
- 伊弉諾尊（イザナギノミコト）、伊弉冉尊（イザナミノミコト） ※対偶神

地神五代の神々（5代5柱）
- 天照大神（アマテラスオオミノカミ）
- 忍穗耳尊（オシホシノミコト）
- 瓊々杵尊（ニニギノミコト）
- 彦火火出見尊（ヒコホホデミノミコト）
- 鸕鶿草葺不合尊（ウガヤフキアエズノミコト）

## 歴史

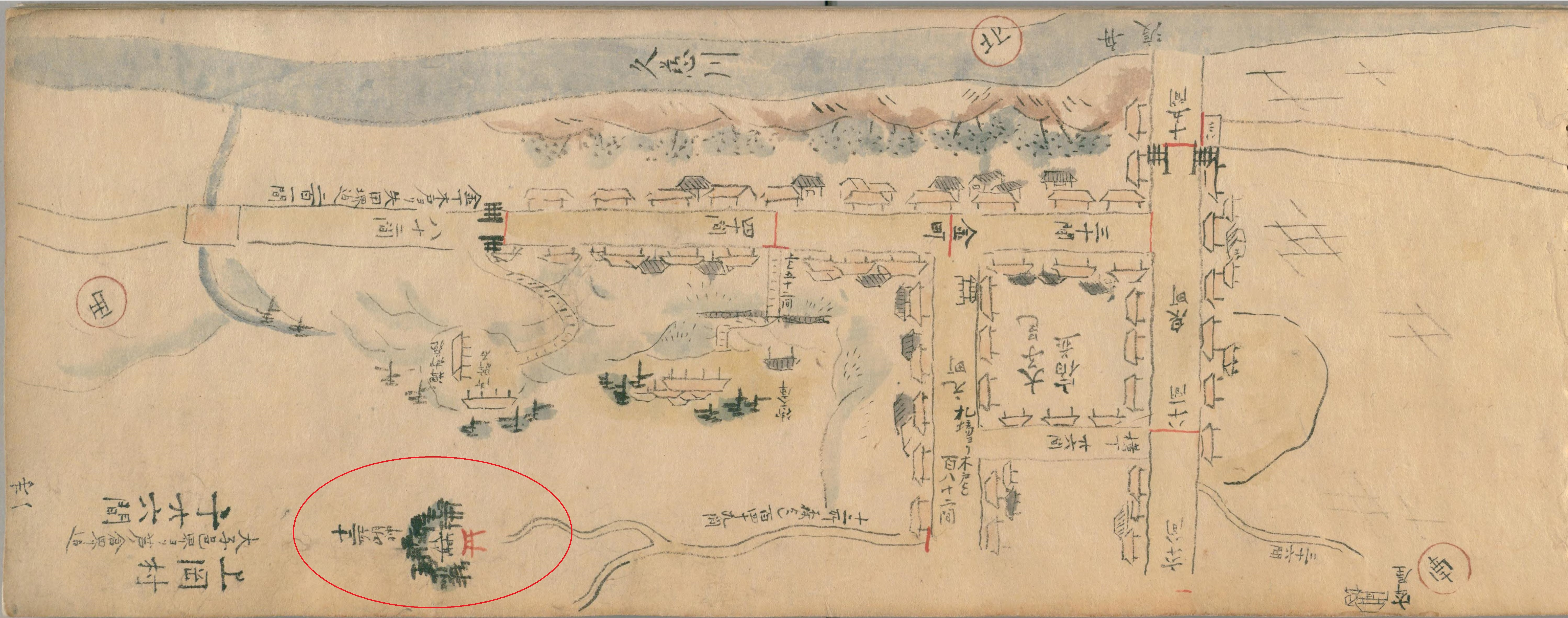
『常陸国北郡里程間数之記』より現在の大子町大子地区相当部分。
画像左下、赤丸囲いが"十二所明神"。

社伝は、奈良時代の727年（神亀4年）に地域の開発守護神として創建、慶長の初めに当地を治めていた戦国大名の佐竹義宣の寄進で社殿改築、1689年（元禄2年）に水戸藩第2代藩主徳川光圀より7斗8升の除地が供された、と伝えている。
安政の頃、水戸藩士加藤寛斎は『常陸国北郡里程間数記』という水戸藩領北部の地理を図絵で記録した地誌史料を残している。この書に当時の十二所神社が、名称を"十二所明神"と、場所も現在地の西の山中に在るように記されている。
1867年4月1日に村社に格付けされる。1907年4月10日に供進指定社となる。
1910年4月24日夜、町内の泉町で火災が発生する。強風で拡がった火は60余戸を焼き、記録が残っている明治・大正の大子町の最大の火事となった。そしてこの火事で、この頃は街中の近くに移転していた十二所神社は、社殿、神宝の一切を焼失した。
焼失の翌年には神社再建の動きが始まり、参道と大鳥居の建設が始まった。参道は1913年12月23日に整備され、これが現在もある"百段階段"である。大鳥居は1917年6月30日に落成する。社殿の再建は1916年10月頃から開始され、大子尋常高等小学校（現在のだいご小学校）の西側に1918年5月9、10日に遷座した。
1917年に同じ町内に在った愛宕神社を十二所神社に合祀する。が、合祀後、町内の愛宕地区に火災が頻発したことから、愛宕山に遷座し直し、現在に至るまで十二所神社の末社として祀っている。
1927年に水郡線の水戸から大子間が開通すると、その実現に携わった那珂郡東木倉村（現在の那珂市）出身の政治家根本正の功績を讃える胸像が十二所神社境内の東端に置かれた。除幕式は1930年12月7日であった。
1934年9月、神社は町より、大子小学校を増築する為として移転を要請された。よって神社は敷地を明け渡し、代替地としては小学校の直ぐ北の後山に9反（8925平方メートル）余りの土地を得て移転した。この地が2019年現在十二所神社が在る場所である。1937年3月に増築なった大子小学校の竣工祝賀式と一緒に十二所神社の遷宮式が行われた。
かっての十二所神社のあった場所は、大子小学校の後身である大子町立だいご小学校の敷地となっている。根本正の胸像は、台座のみ当初と同じ場所に残っている。胸像は太平洋戦争中の金属類回収令により供出され、無い。
1950年2月、1階建の社務所棟竣工。1952年6月11日、「宗教法人十二所神社」として登記する。同年から翌1953年3月にかけて拝殿の改修等を行い、4月23日正遷宮する。1959年5月、2階建1棟を建設し2階を結婚式場とした。
1950年に茨城県によって定められた「茨城百景」では、百景の一つ「大子町の史跡」を構成する含有地の一つとされた。
神輿神幸と屋台の曳き回しが行われる4年に1度の"御出社"の年だった2005年の春季例大祭で屋台とお囃子の競演が『大子ぶんぬき祭』と命名され広報されるようになった。以後、2009年、2013年、2017年と同名の名で広報されている。
2008年に百段階段で雛飾りを行う『百段階段でひなまつり』が開催され、以後毎年開催されている。

## 境内社・境外社等

### 境内
境内の面積は約4019平方メートル（1216坪）である。
- 本殿・拝殿

本殿は拝殿裏の数メートル高い斜面にあり、南南西向きで、流造木羽葺き。拝殿は入母屋造千鳥破風銅板葺き。
- 境内社

境内社に三峯神社と蒟蒻神社がある。
蒟蒻神社 北緯36度46分27.17秒 東経140度21分7.57秒
蒟蒻神社は江戸時代に粉こんにゃくの製法を発明し、こんにゃくの流通を飛躍的に高めた常陸国久慈郡諸沢村（後の山方町、現在の常陸大宮市）の中島藤衛門（なかじま とうえもん 1745年-1825年 ※藤右衛門とも表記する資料も有る）を祀ったものである。水戸藩領北部の山村では蒟蒻芋の栽培が盛んであったが、芋は重かったり、長期保存に向かなかったりで販路が限られていた。藤衛門の粉こんにゃくの発明により販路が拡大し収益が上がった農民達は藤衛門を"神"と称え、祀った。蒟蒻神社も藤衛門信仰の現れで、1981年に那珂郡山方町諸沢（当時）の山尊神社から分霊し創建された。4月上旬に行われる蒟蒻神社の春季例祭では無料のこんにゃくおでんが振る舞われる。

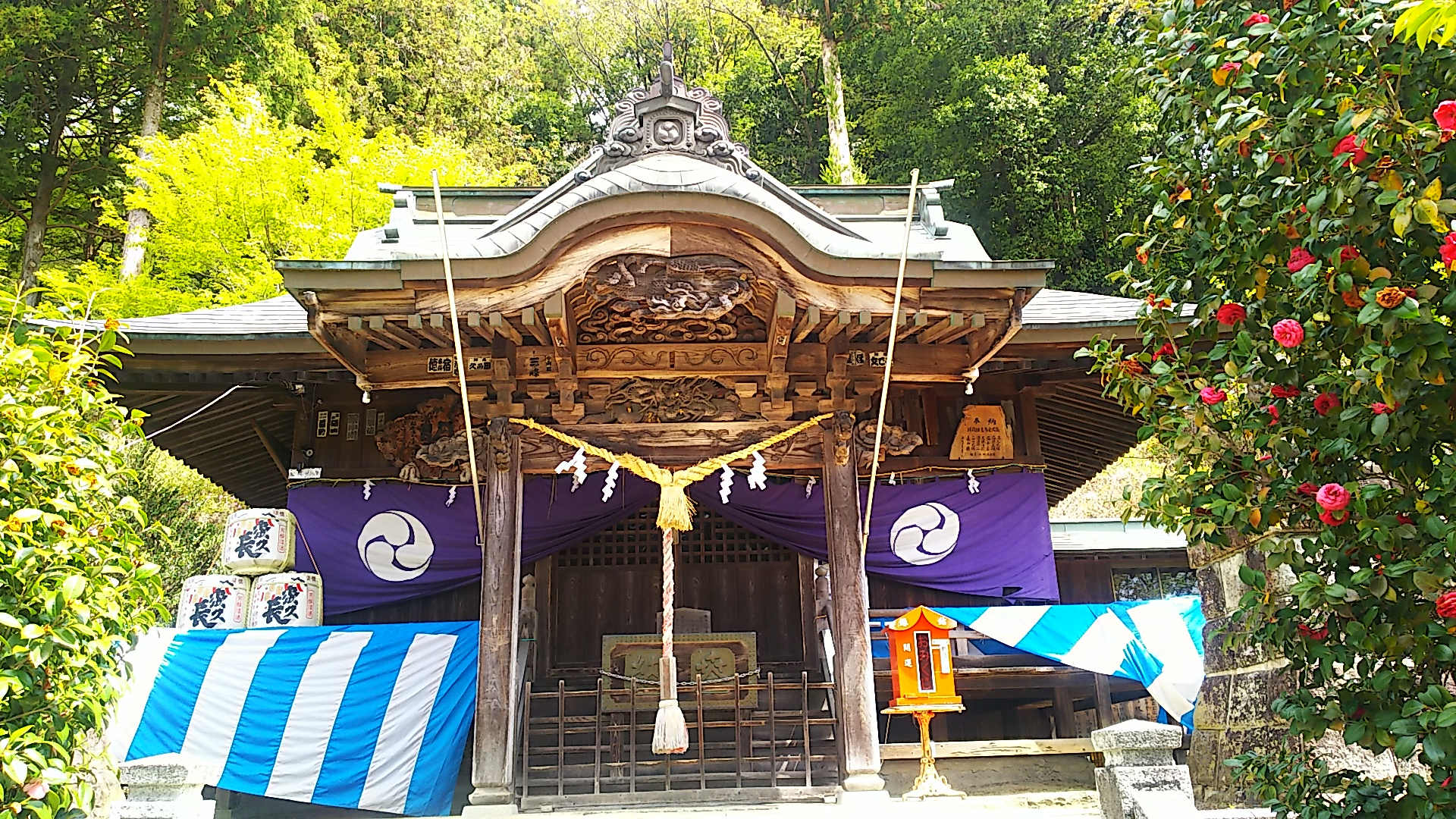
拝殿
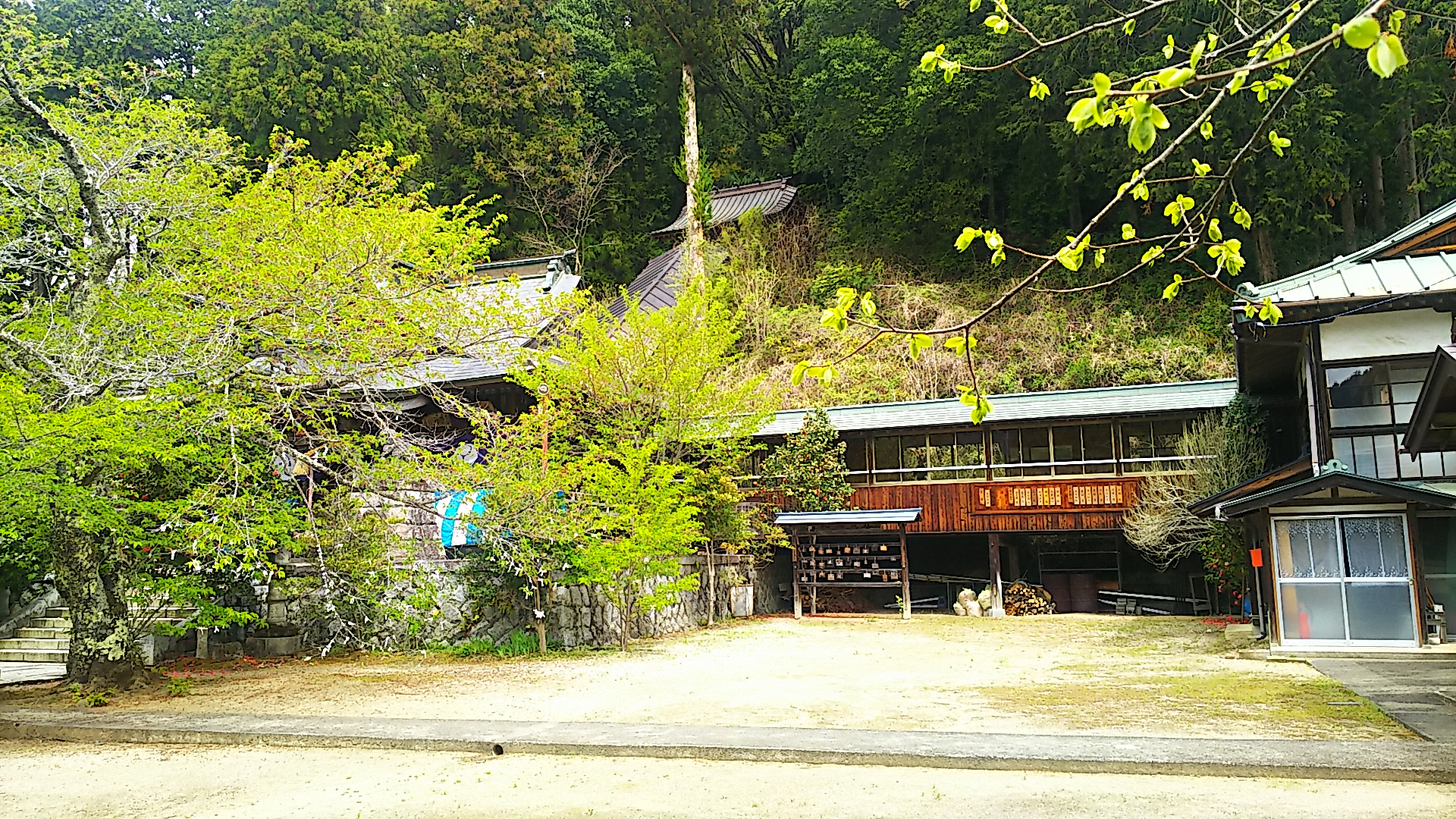
社務所・拝殿・本殿
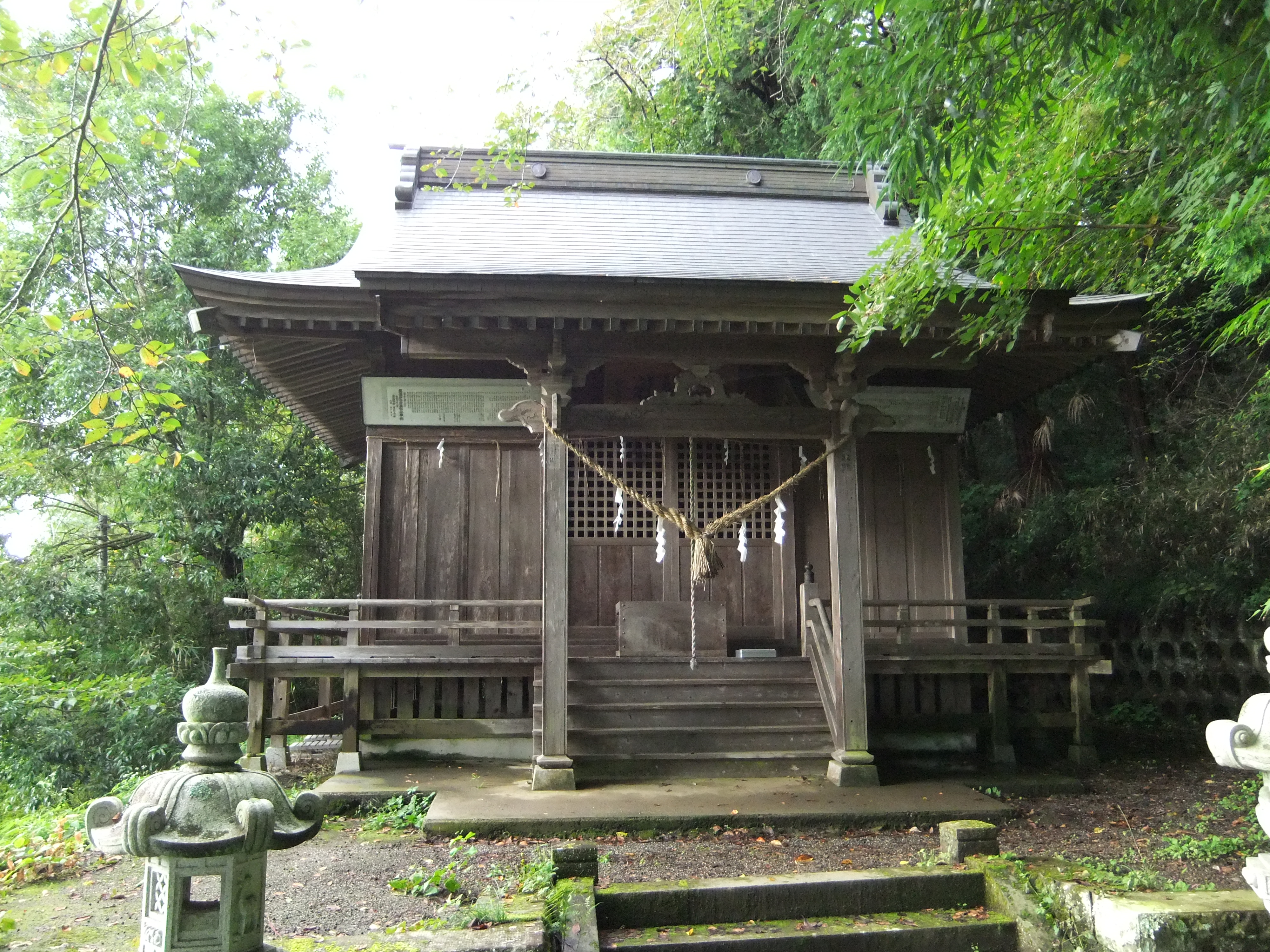
蒟蒻神社
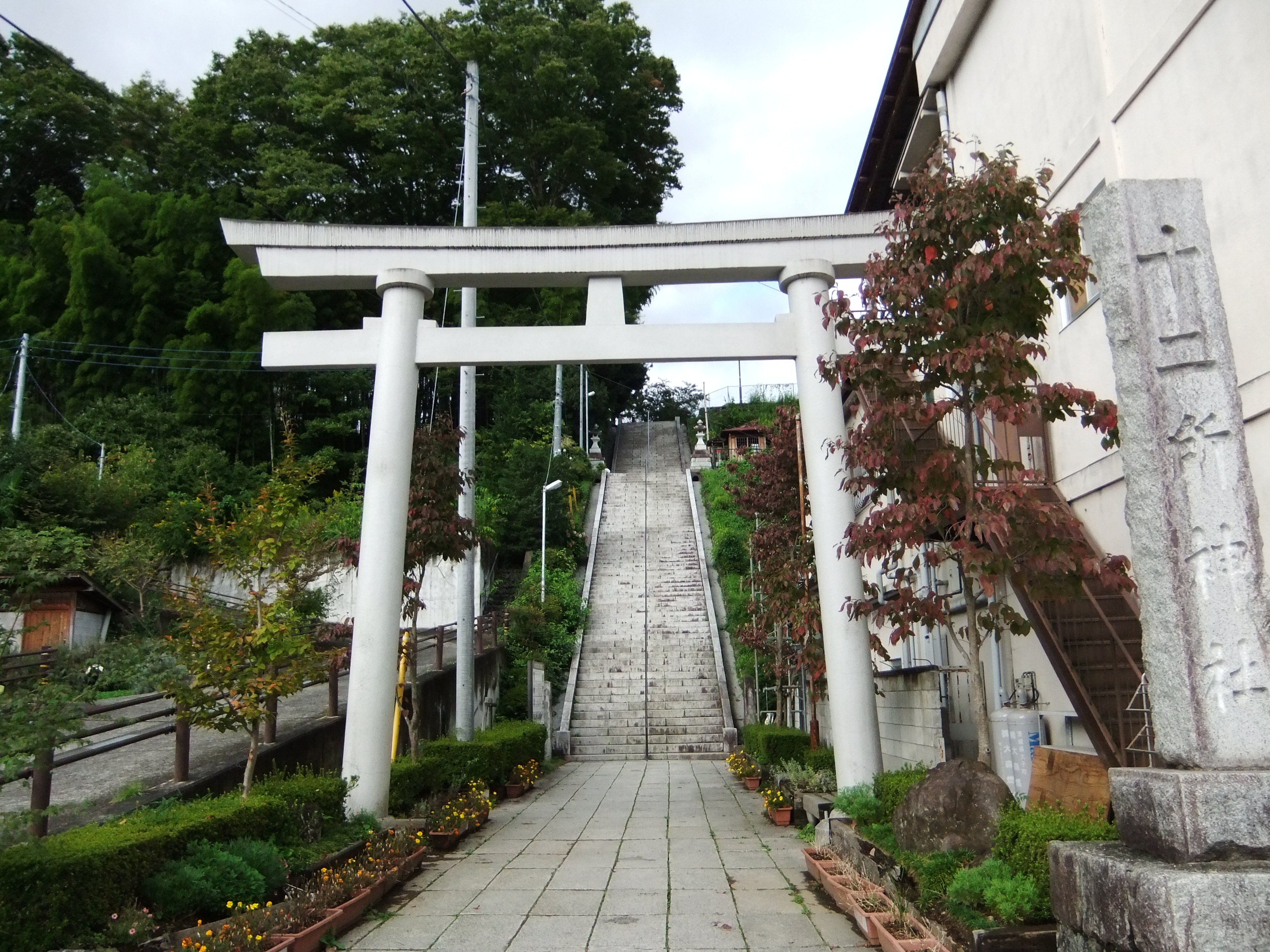
百段階段 北緯36度46分17.91秒 東経140度21分8.4秒
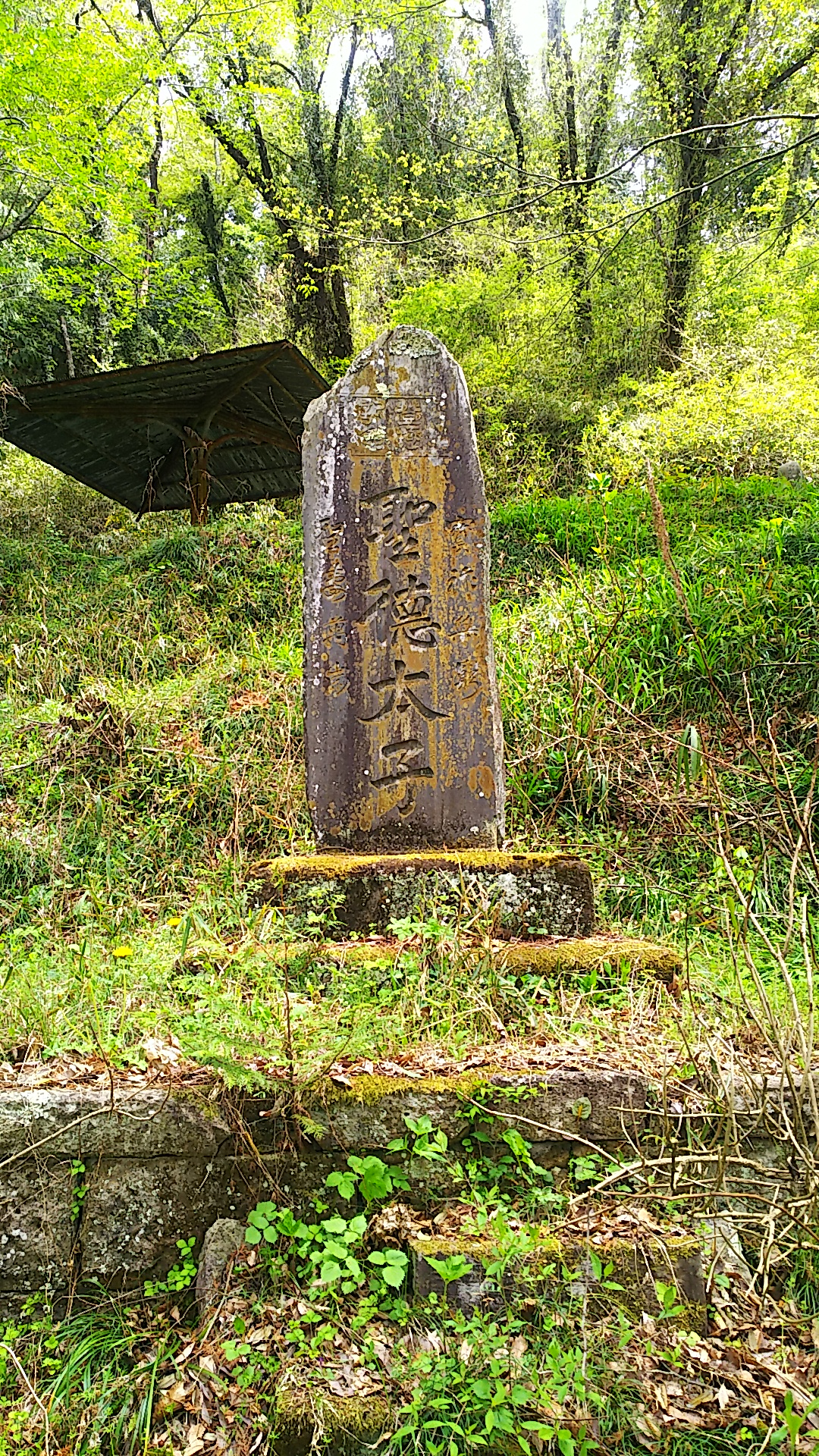
聖徳太子塔

駅前商店街の本町通りに面した大鳥居から始まる参道の石階段は"百段階段"と呼ばれている。階段の途中には安産・子育て祈願の二十三夜堂がある。
- 碑

聖徳太子塔 北緯36度46分26秒 東経140度21分8秒
職人達が技術の向上と商売繁盛を、自分達が信仰する聖徳太子に祈念して建てた碑である。
- 他

1階建て社務所1棟、2階建て社務所兼結婚式場1棟、手水舎、神庫、狛犬が2対ある。
- 拝殿
- 社務所・拝殿・本殿
- 蒟蒻神社
- 百段階段
- 聖徳太子塔

### 境外
- 愛宕神社 北緯36度46分34秒 東経140度21分2秒

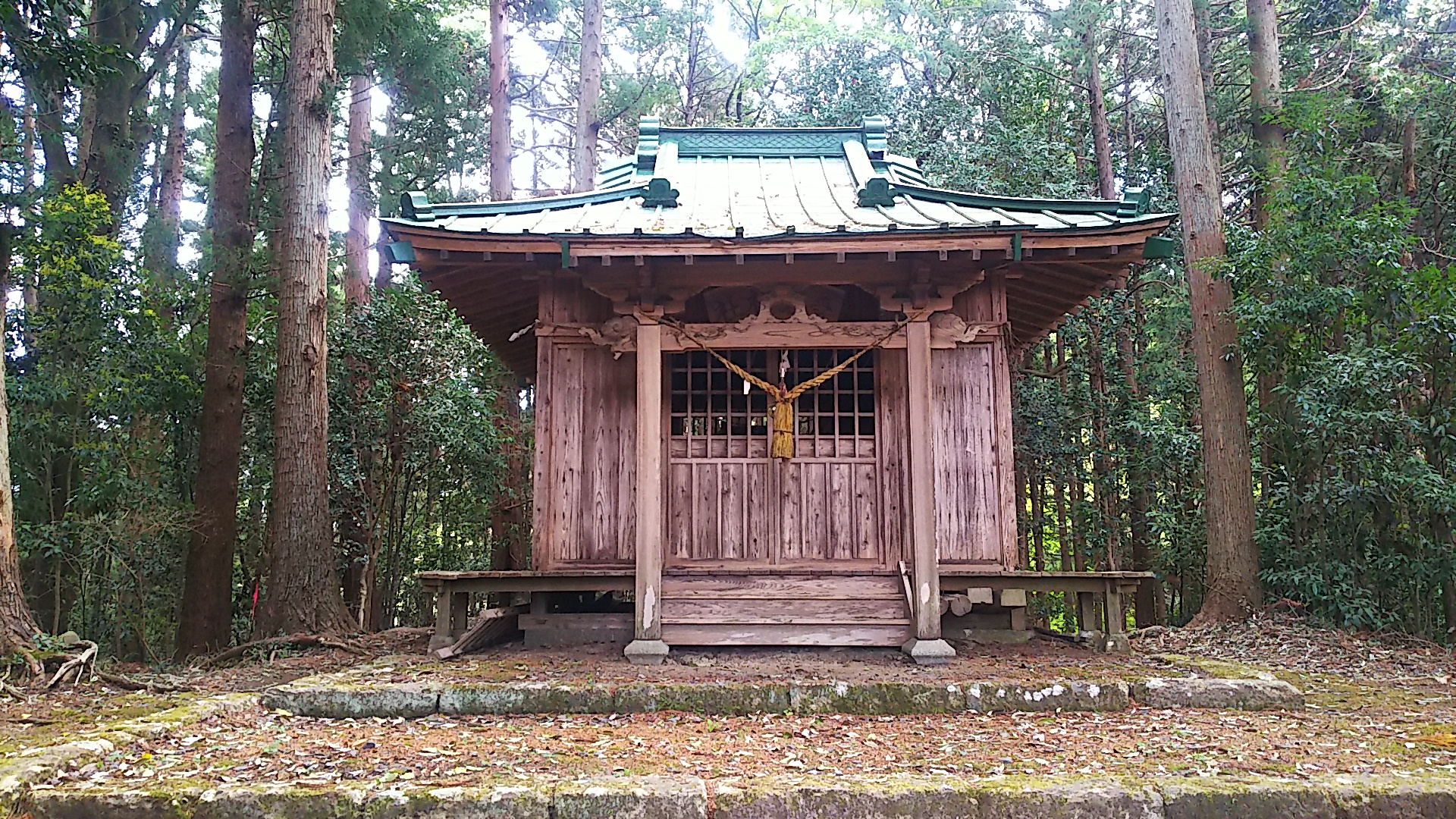
愛宕神社

大子地区内の愛宕町区にある一の鳥居から愛宕山中に伸びる細道を登った先、十二所神社からは北北西に直線距離で約330メートル離れた境外に末社、愛宕神社がある。火防の神カグツチを祀っている。かっては愛宕権現社と称し、"谷津"又は"谷津坪”とも呼ばれ現在は愛宕町となっている地区にあった。佐竹義宣からの寄進も受けていたようで、徳川光圀の一村一社の政策においても整理されず残った。1917年に愛宕神社は十二所神社に合祀される。が、合祀後、町内の愛宕地区に火災が頻発したことから、愛宕山に遷座し直され、2019年現在に至るまで十二所神社の末社として祀られている。愛宕神社の祭りは5月3日に行われる。十二所神社の春季例大祭は「愛宕祭」とも呼ばれるが、これは春季例大祭が愛宕神社を合祀したことから始まった事に由来している。

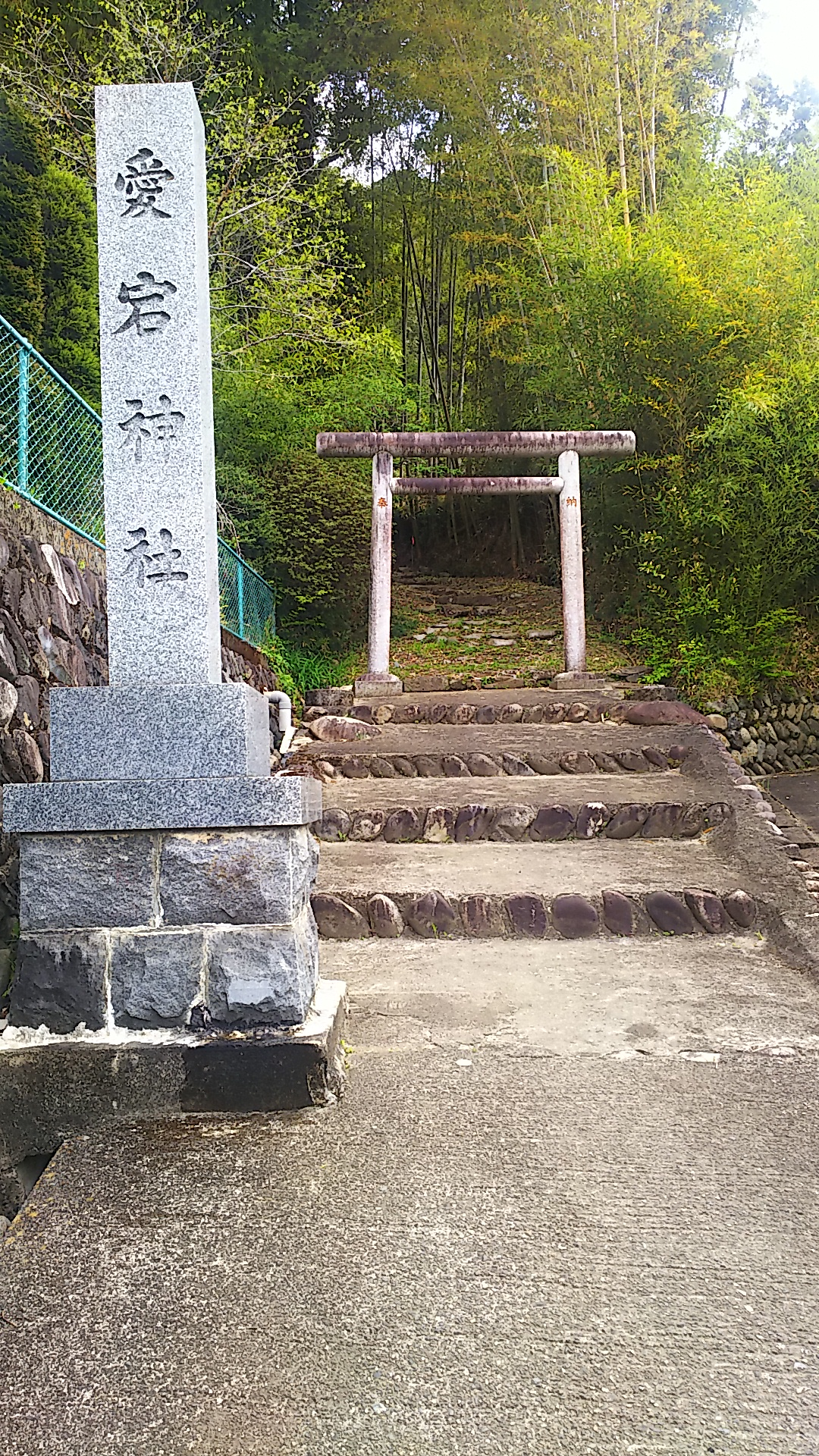
愛宕神社。一の鳥居と参道入り口。
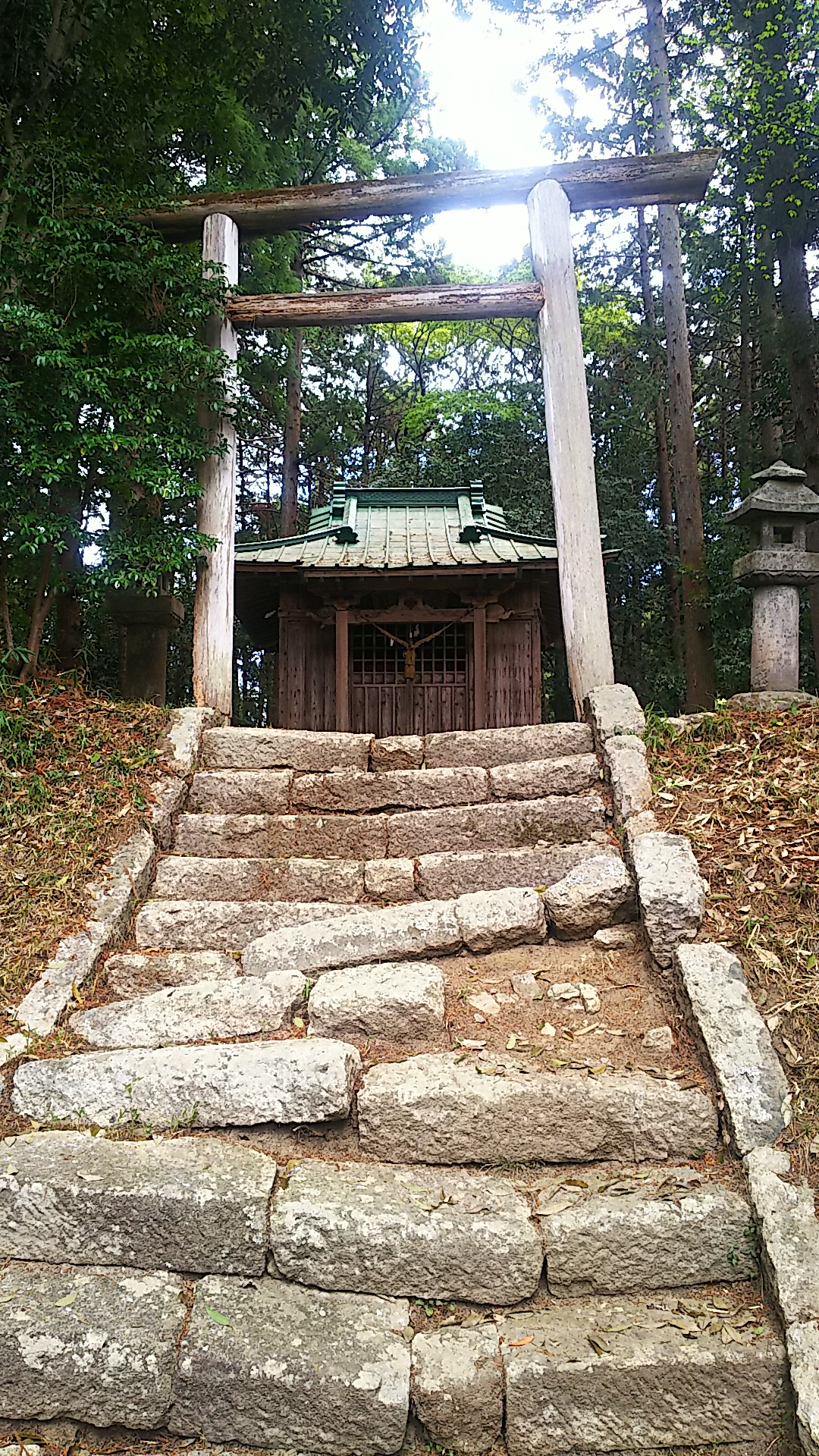
愛宕神社。二の鳥居と社殿。

- 元宮 北緯36度46分27.3秒 東経140度21分04.5秒

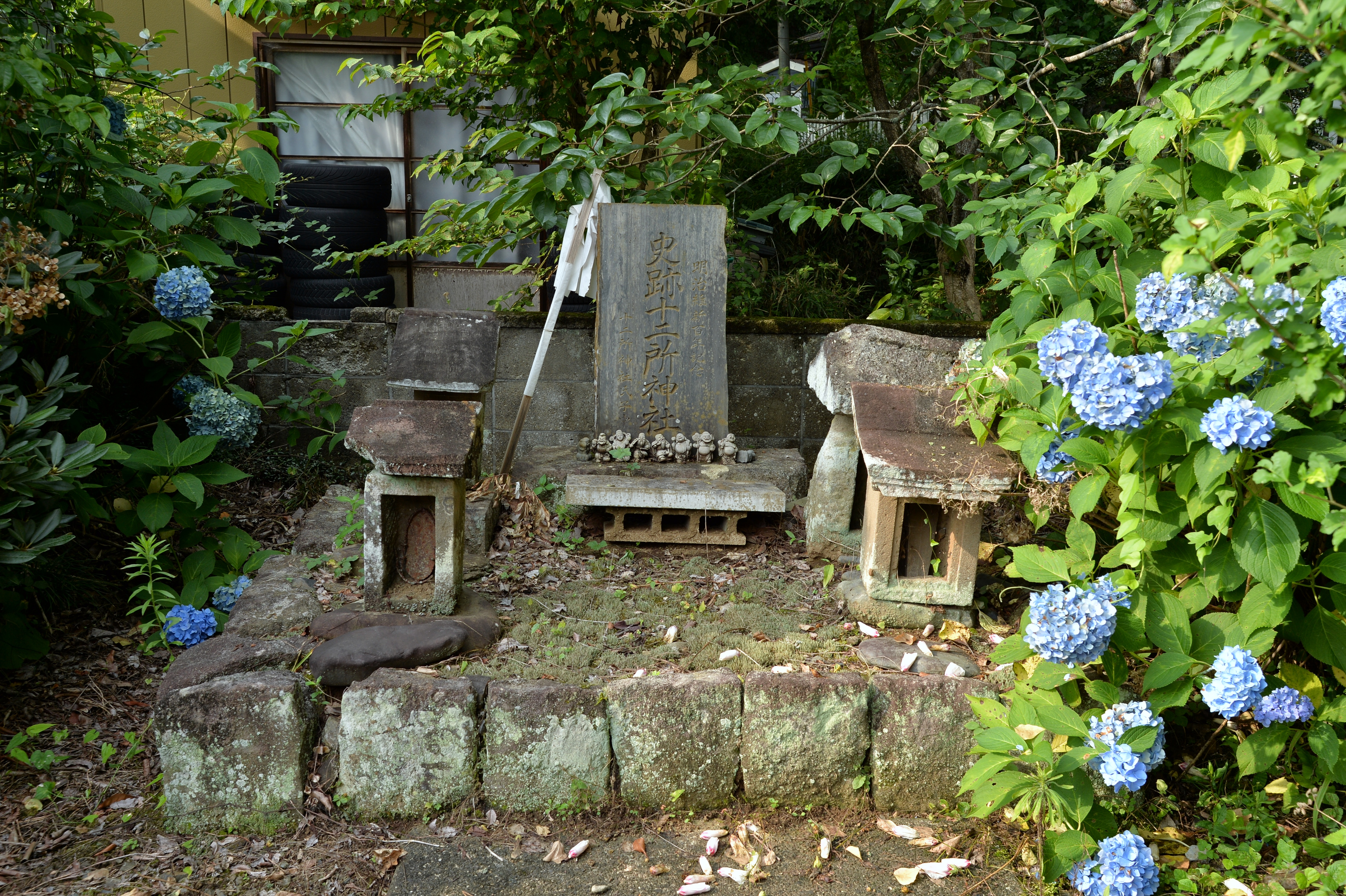
史跡十二所神社の碑

十二所神社の西に『明治維新百年記念 史跡 十二所神社 十二所神社氏子中』と刻まれた碑がある。この碑がある場所は現地では"元宮"と呼ばれており、かって十二所神社があった場所と伝えられている。2月11日には、この地で元宮祭が行われる。

## 信仰
『十二所神社春季例大祭調査報告書 平成25年度』（2014年）では大子地区内の金町、本町、栄町、愛宕町、長岡、近町、小久慈、泉町の8つの区の合計氏子世帯数を582世帯と、十二所神社の氏子資料から集計・報告している。

## 祭事

### 年間祭事
年間に行われる主な祭事は以下の通り。
- 歳旦祭 （1月1日）
- 節分祭 （2月3日）
- 春季例大祭（「愛宕祭」とも呼ぶ） （4月23日、24日）※4年に1度の御出社の際は5月のゴールデンウィーク期間中。
- 秋季例大祭 （10月11日、12日）
- 七五三祭 （11月15日）

### 御出社と大子ぶんぬき祭

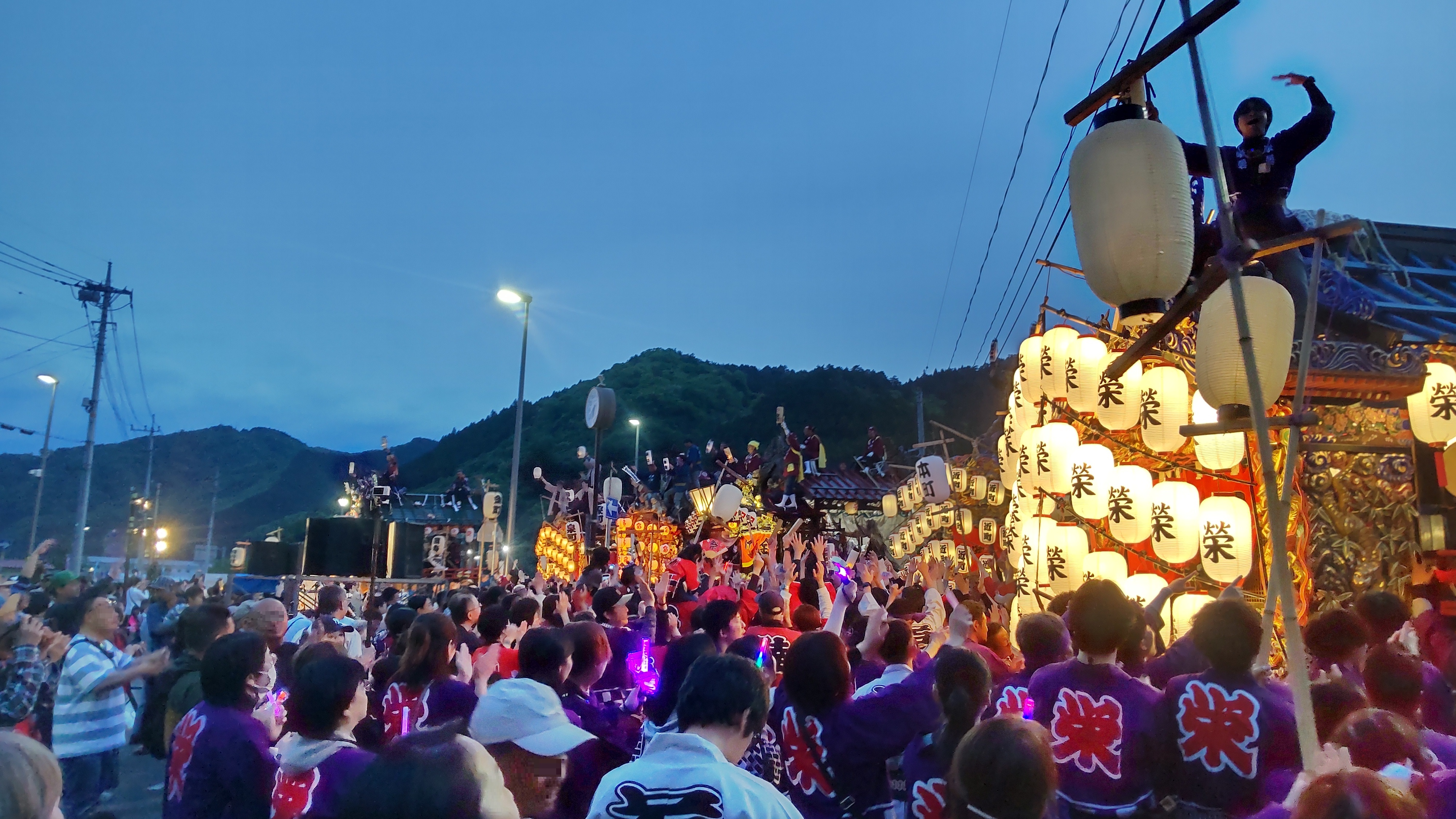
大子ぶんぬき祭での7屋台のお囃子の競演

「御出社（ごしゅっしゃ）」は「御出社祭礼」とも呼ばれ、十二所神社春季例大祭で4年に1度、神輿が町内を巡行する神幸祭の年の祭りの呼び名である。神輿が巡行しない年の春季例大祭は「居祭礼（いさいれい）」とも呼ばれている。御出社の年の祭りは5月のゴールデンウィーク期間中2日連続で開催されている。2013年開催時は5月4日、5日に開催され、4日を"宵町祭"、5日を"本町祭"とも呼んだ。
御出社では大子地区内の7つの町内会が持っている屋台が出され、祭りの期間中町内を曳行する。町内に繰り出した屋台ではお囃子が奏でられ、激しく太鼓が打ち鳴らされる。夜、提灯を灯した7屋台が勢揃いしてお囃子の競演を行う時は大いに盛り上がる。この屋台とお囃子の競演は2005年の御出社で『大子ぶんぬき祭』と命名され、以後、2009年、2013年、2017年の御出社でもこの名で競演が行われている。「ぶんぬき」の言葉は、太鼓の皮を"ぶんぬく"（"打ち抜く"等の意味）ほどの勢いで打ち鳴らす様に由来している。
4年に1度の周期で開催される御出社であるが、昔はそうでない場合もあった。というのも、7屋台を出すのは、その年の祭当番町内会が屋台を出すと決め、他の町内会も協賛した時であり、当番町内会の采配次第であったためである。住民の高齢化が進んだ昭和の高度経済成長期には担い手不足から祭りが行われない時期も続いた。そんな中、1980年頃に成立した若連が祭りを盛り立て始め、そして2001年に祭りの諸々を明文化して以降は開催の安定と担当町内会の負担軽減が為され、2001年からは4年に1度の周期で行われるようになっている。

十二所神社春季例大祭
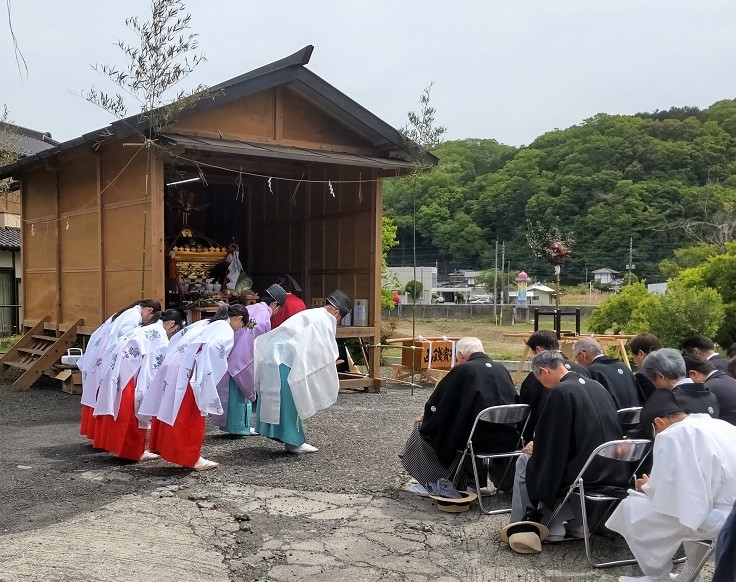
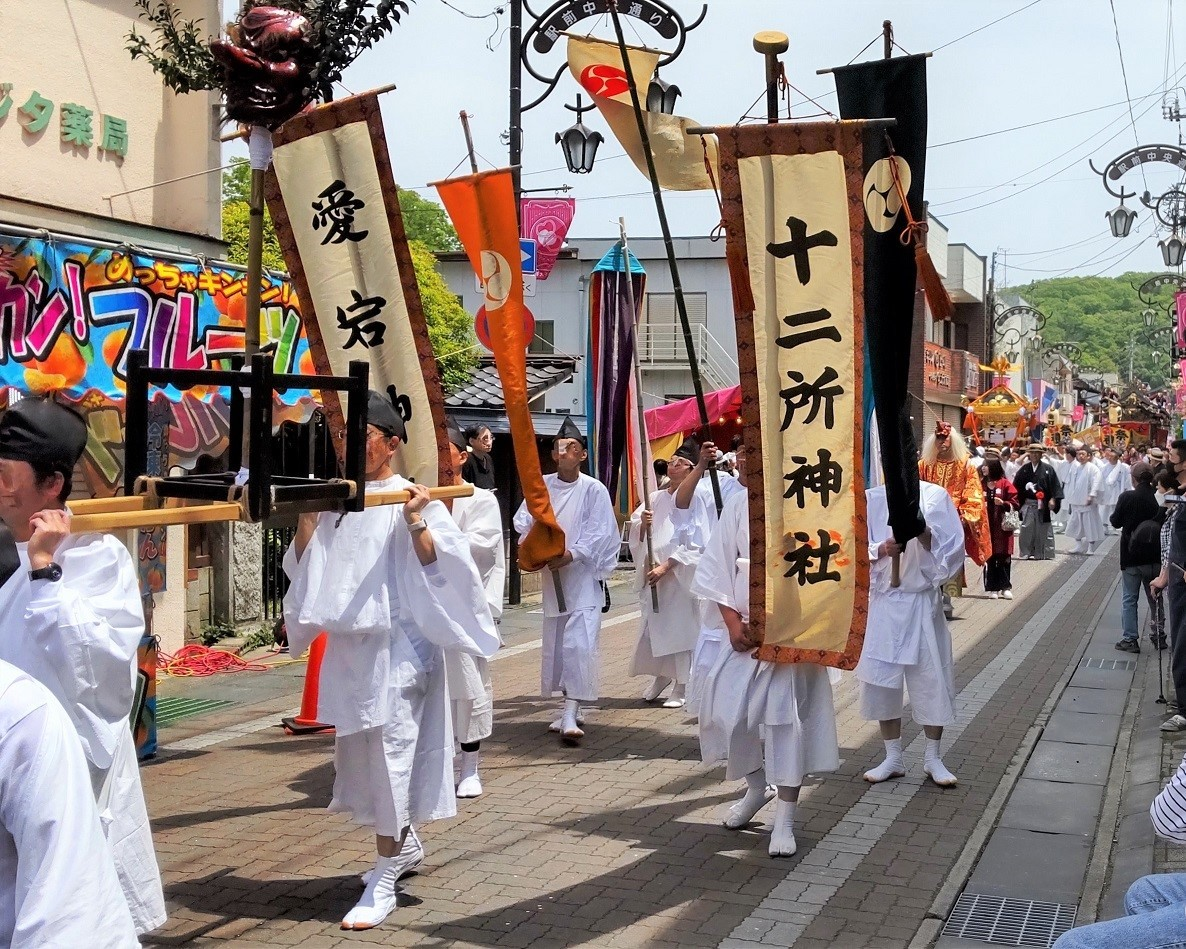
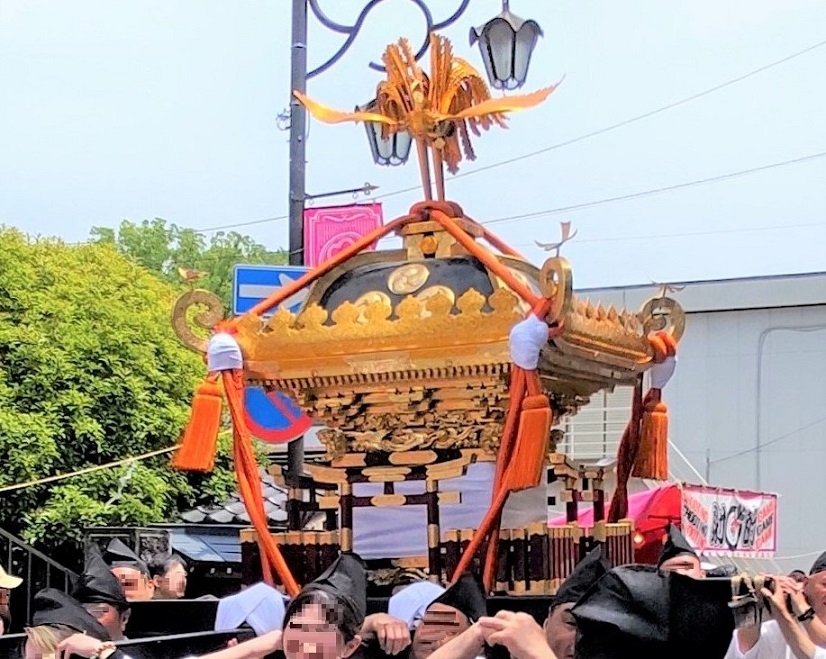
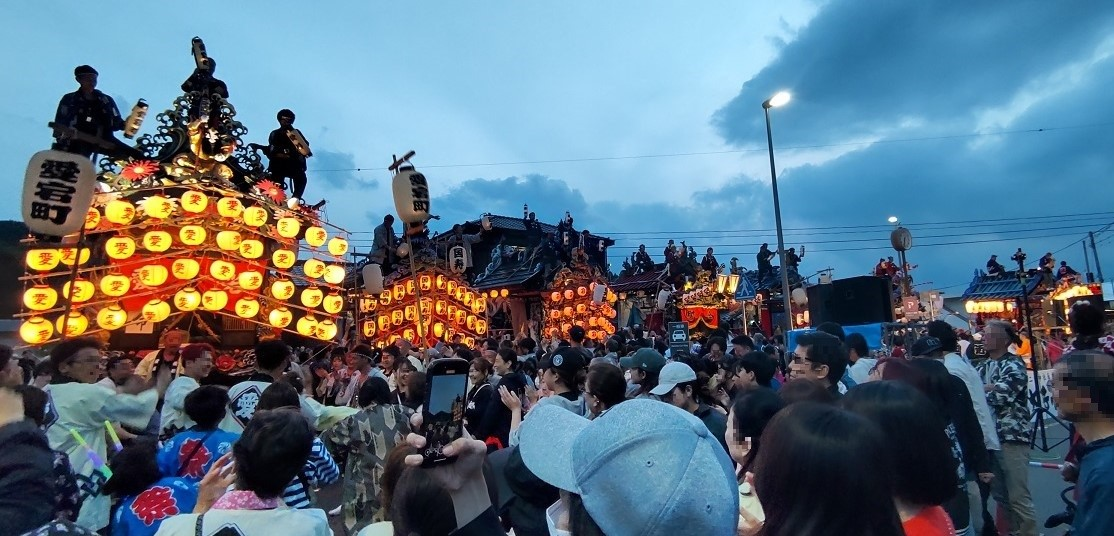

#### 屋台

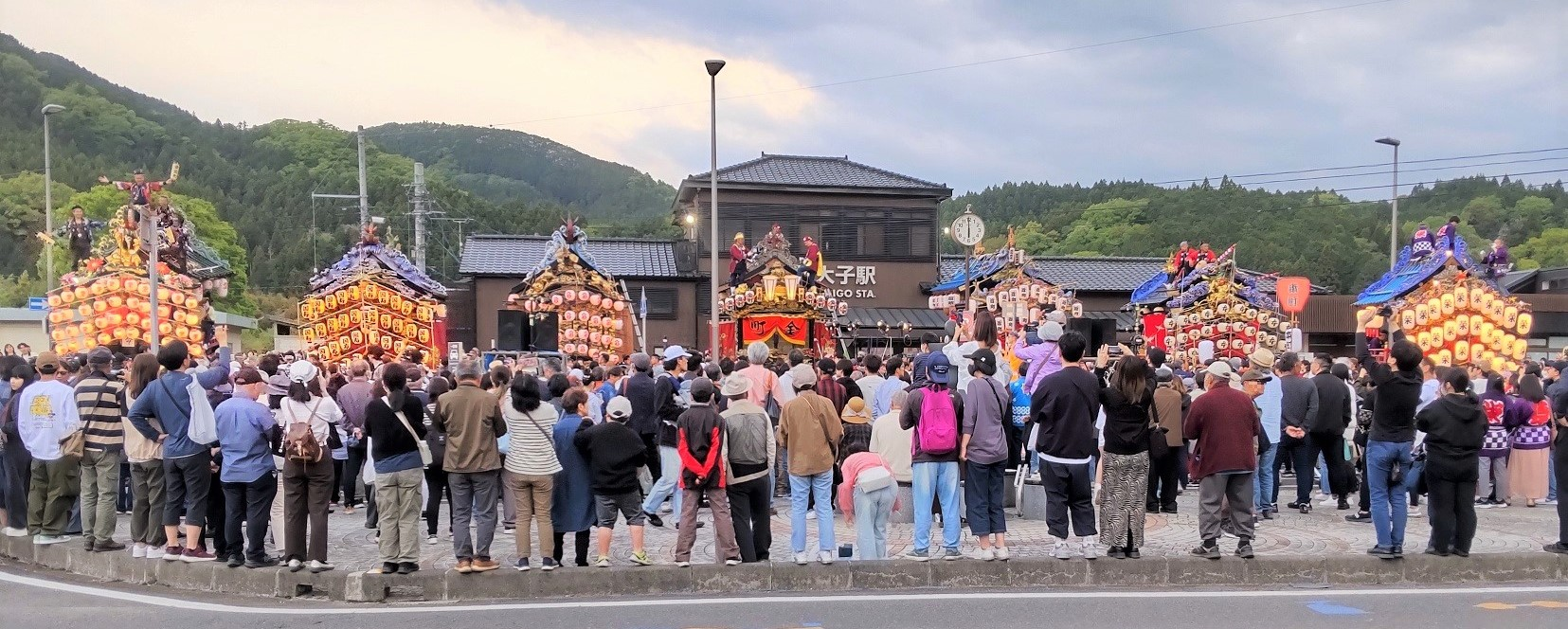
常陸大子駅前に勢揃いした7屋台。左から愛宕町、小久慈、泉町、金町、近町、本町、栄町。

屋台を出すのは本町、近町、泉町、小久慈(屋台では"国寿"とも表記されている)、栄町、金町、愛宕町の7町内会である。屋台は芸能を演じられる舞台構造があるのが特徴である。屋台は各町内会の倉庫に分解された状態で保管されており、祭り前に町内会の若連衆を中心に組み立てられる。
かつては、祭典の時だけでなく大正天皇、昭和天皇の即位の礼等の大きな祝い事の時にも巡行をしていた。
以下は『十二所神社春季例大祭調査報告書 平成25年度』で記録されている各町内会の屋台の概要である。
- 本町

製作年代は推定で明治初期。大きさは間口1.74メートル、奥行3.28メートル、高さ3.91メートル。素戔嗚尊の八岐大蛇退治の場面を正面の棟飾りに置く。かつては舞台として使用されていたが、現在は舞台としては使用されていない。

本町屋台
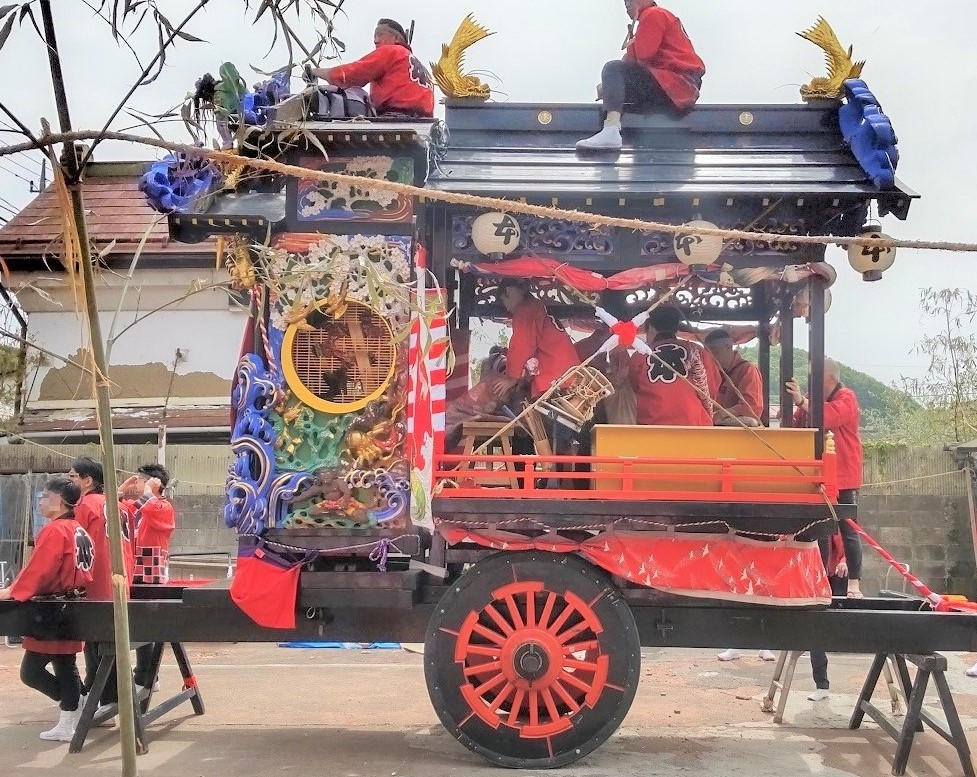
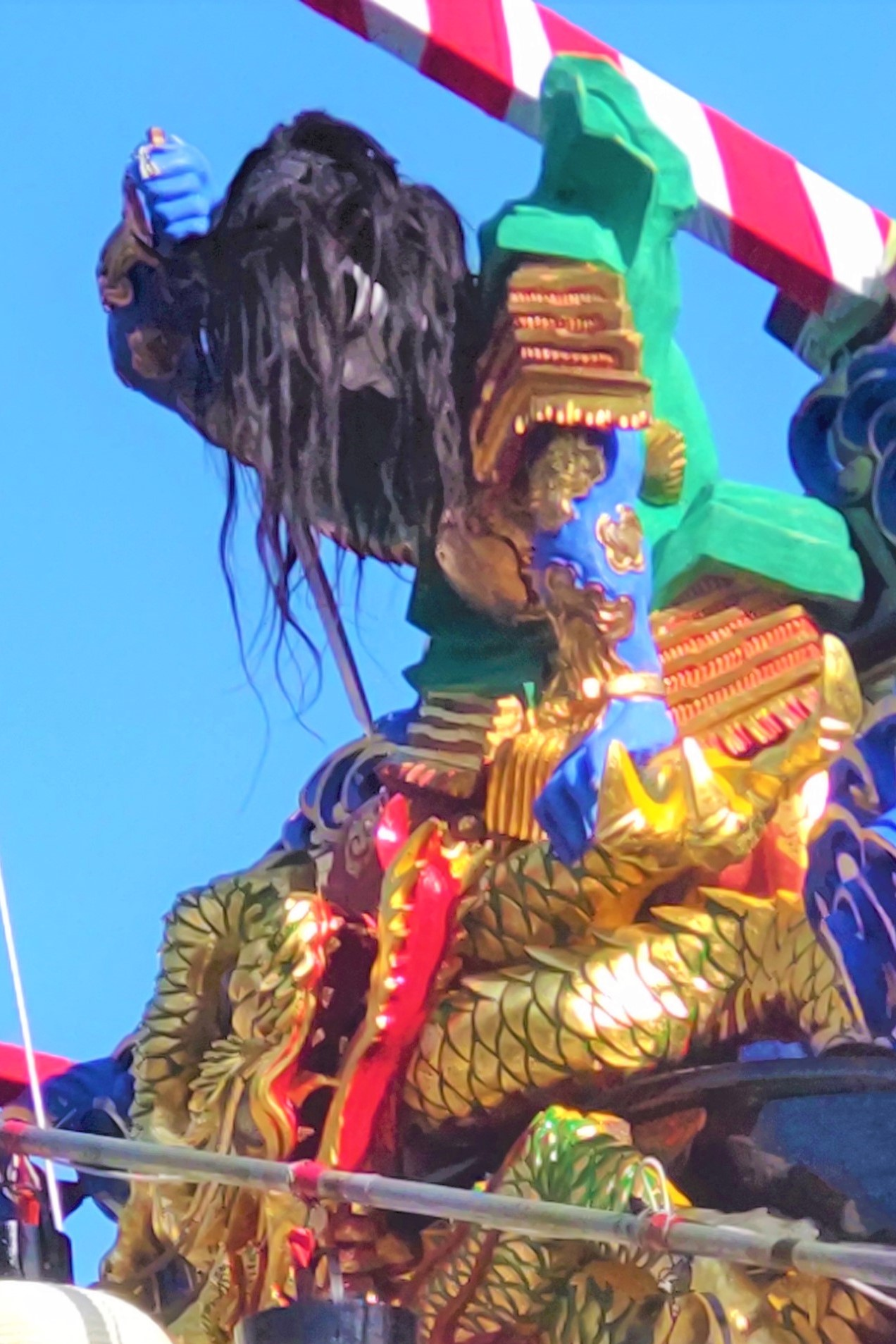
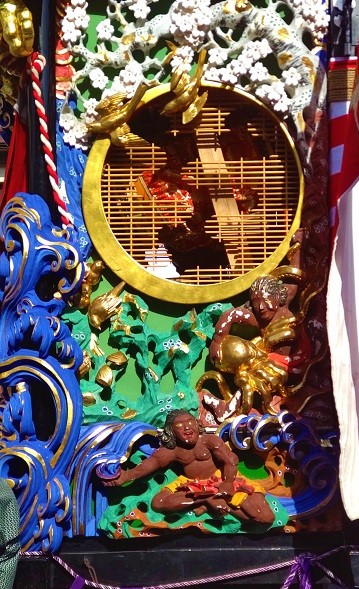

- 近町

製作年代は新調された1988年。大きさは間口1.91メートル、奥行き3.17メートル、高さ4.35メートル。懸魚、金龍2頭、波を正面飾りに置く。

近町屋台
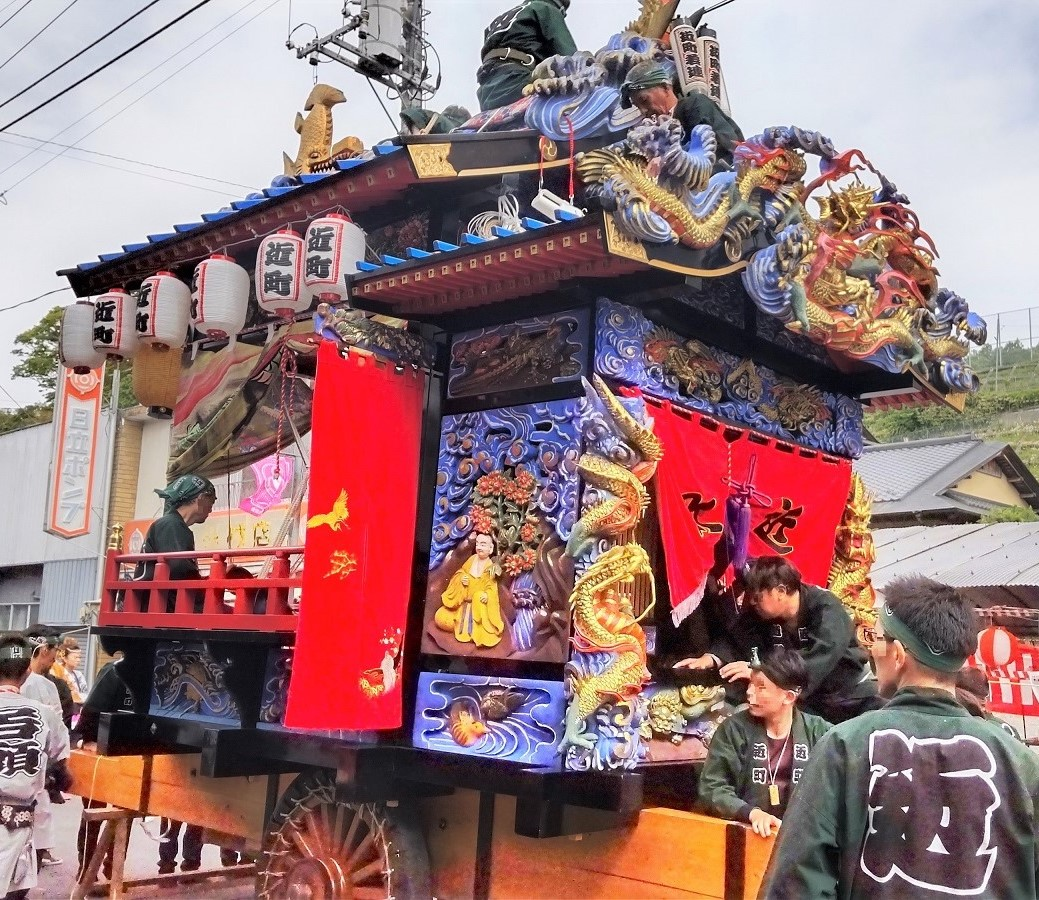
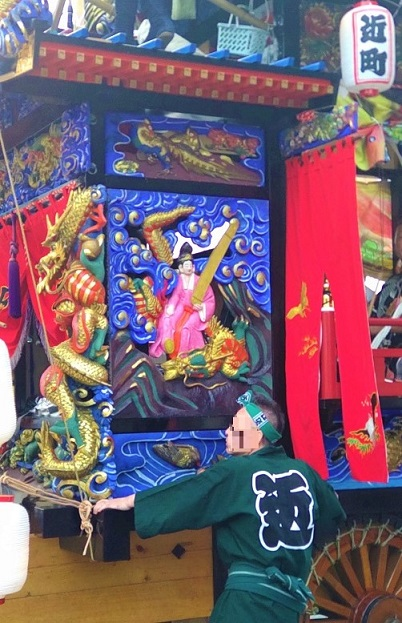

- 泉町

正面棟飾りの加藤清正像内には1845年造とする旨の墨書があるが、他の構造材は後から取り替えられたものが多く、屋台の製作年代は不明。大きさは間口2.18メートル、奥行き3.22メートル、高さ4.28メートル。前述の加藤清正像は虎退治の場面を表したものである。1985年のつくば市で行われた国際科学技術博覧会（つくば科学万博）に出場した。

泉町屋台
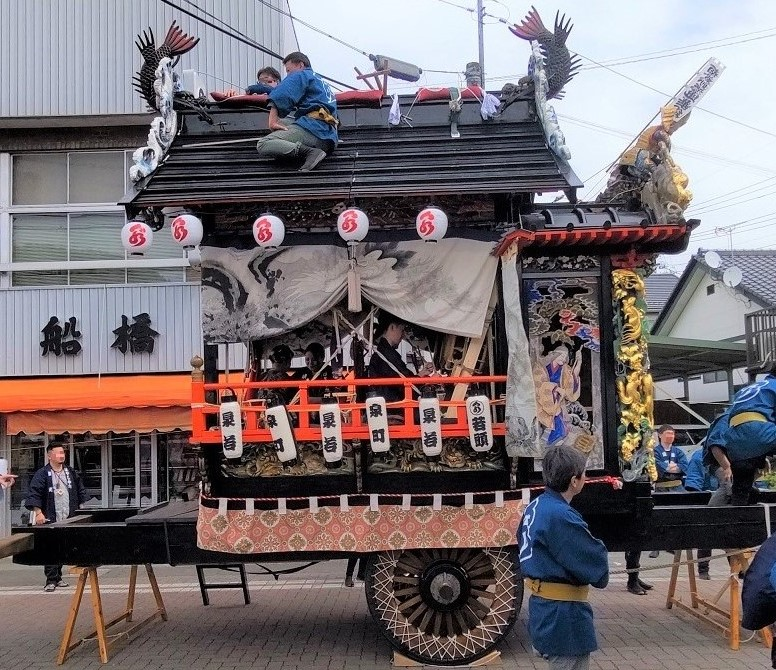
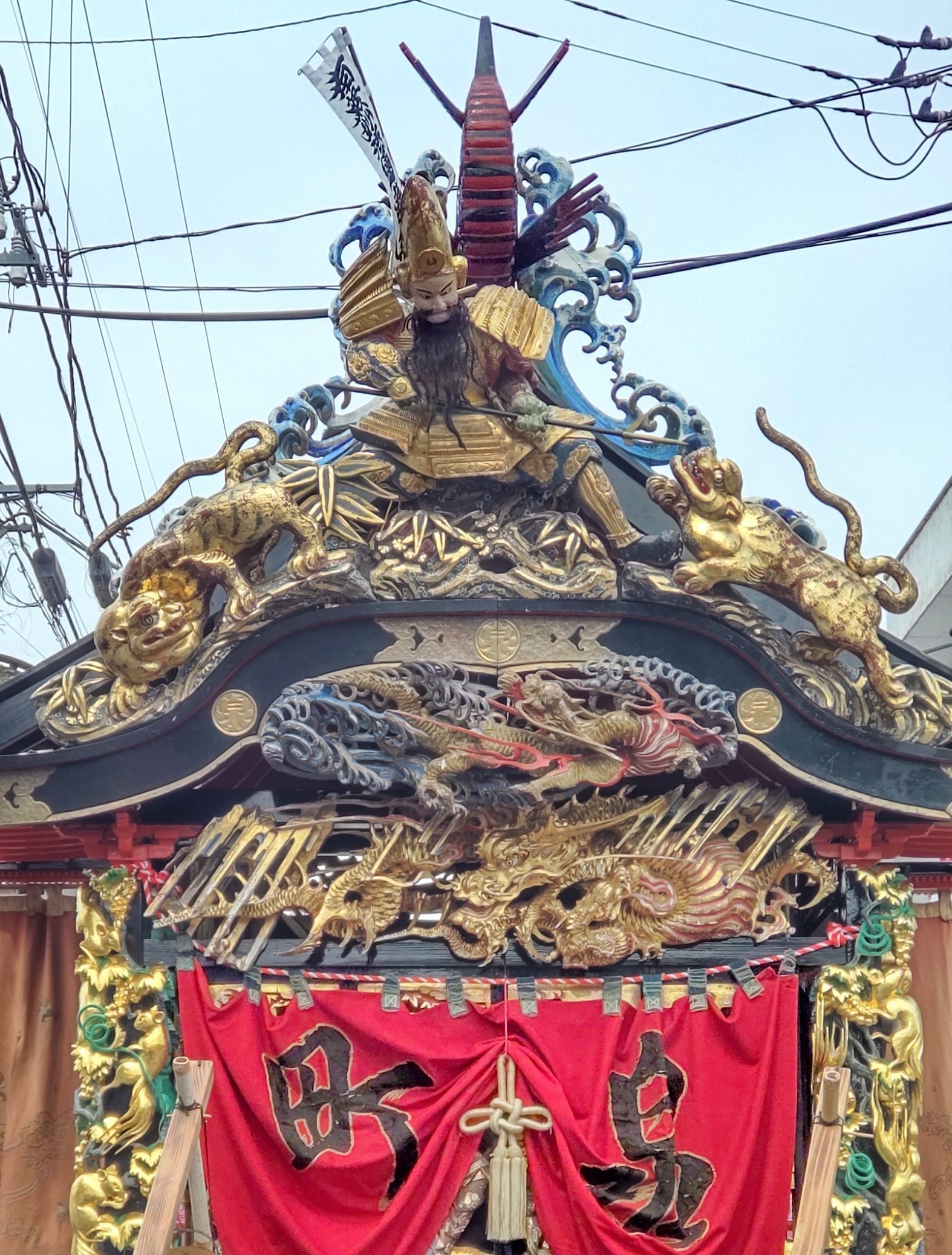

- 小久慈

製作年代は1983年。大きさは間口1.67メートル、奥行き2.52メートル、高さ4.17メートル。正面棟飾りに鳳凰、波、懸魚、植物を置く。

小久慈屋台
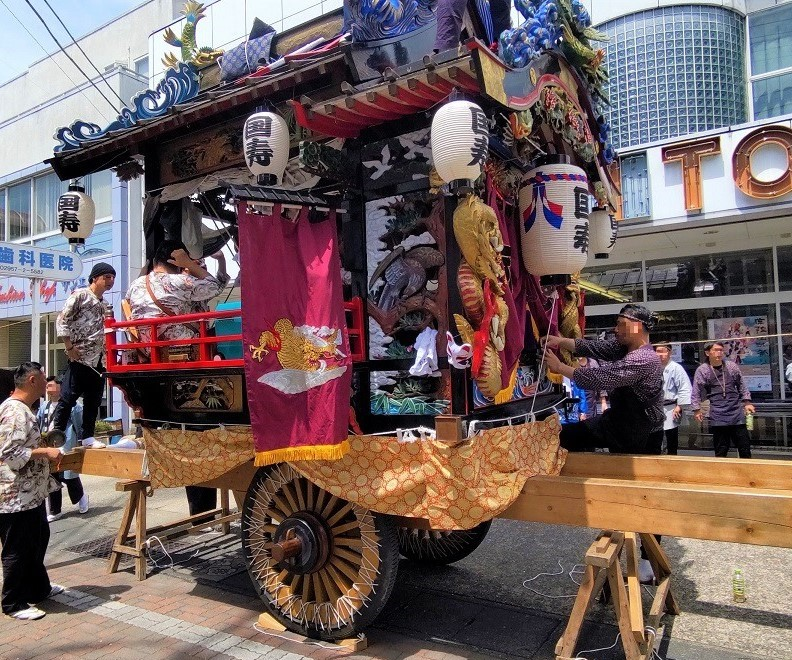
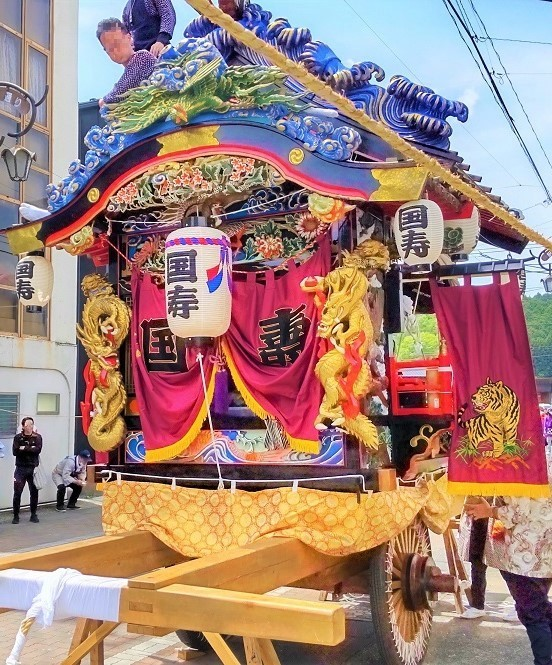

- 栄町

製作年代は1938年と推定。大きさは間口1.81メートル、奥行き2.93メートル、高さ4メートル。正面棟飾りは神武天皇像。

栄町屋台
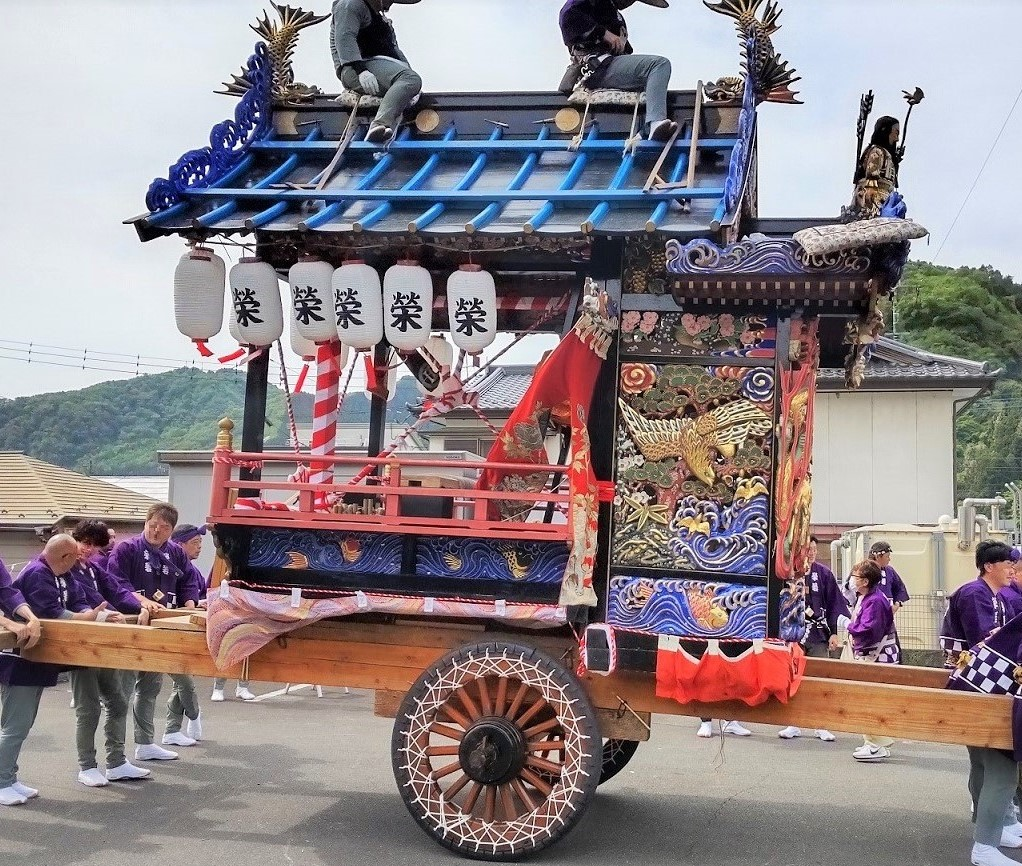
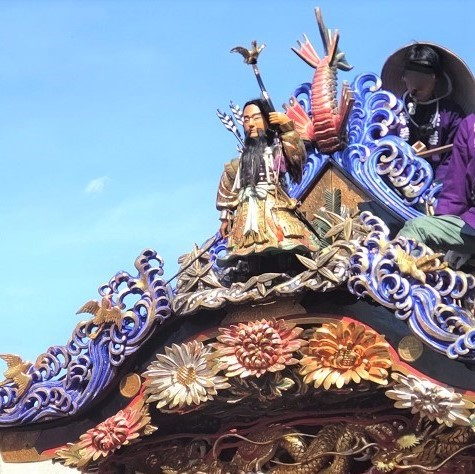
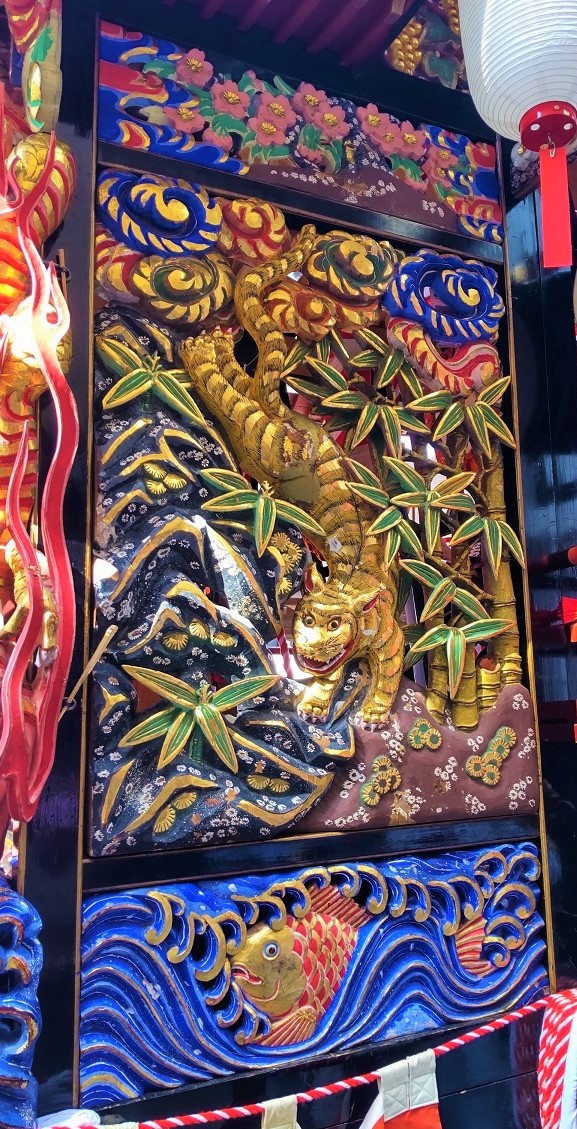

- 金町

製作年代は彫刻類は江戸時代末期と考えられる。屋台の軸部、破風、金物類の多くは1989年に取り替えられている。大きさは間口1.99メートル、奥行き3.37メートル、高さ4.19メートル。正面棟飾りは3頭の獅子。7屋台のうち唯一、現在でも屋台で芸能を行っている。芸能を行う際は、屋台が舞台へと変形する。屋台の彫刻は文政・天保の頃の、鹿沼（現在の栃木県鹿沼市）の彫物師、石塚知興（初代石塚直吉）によるものである。

金町屋台
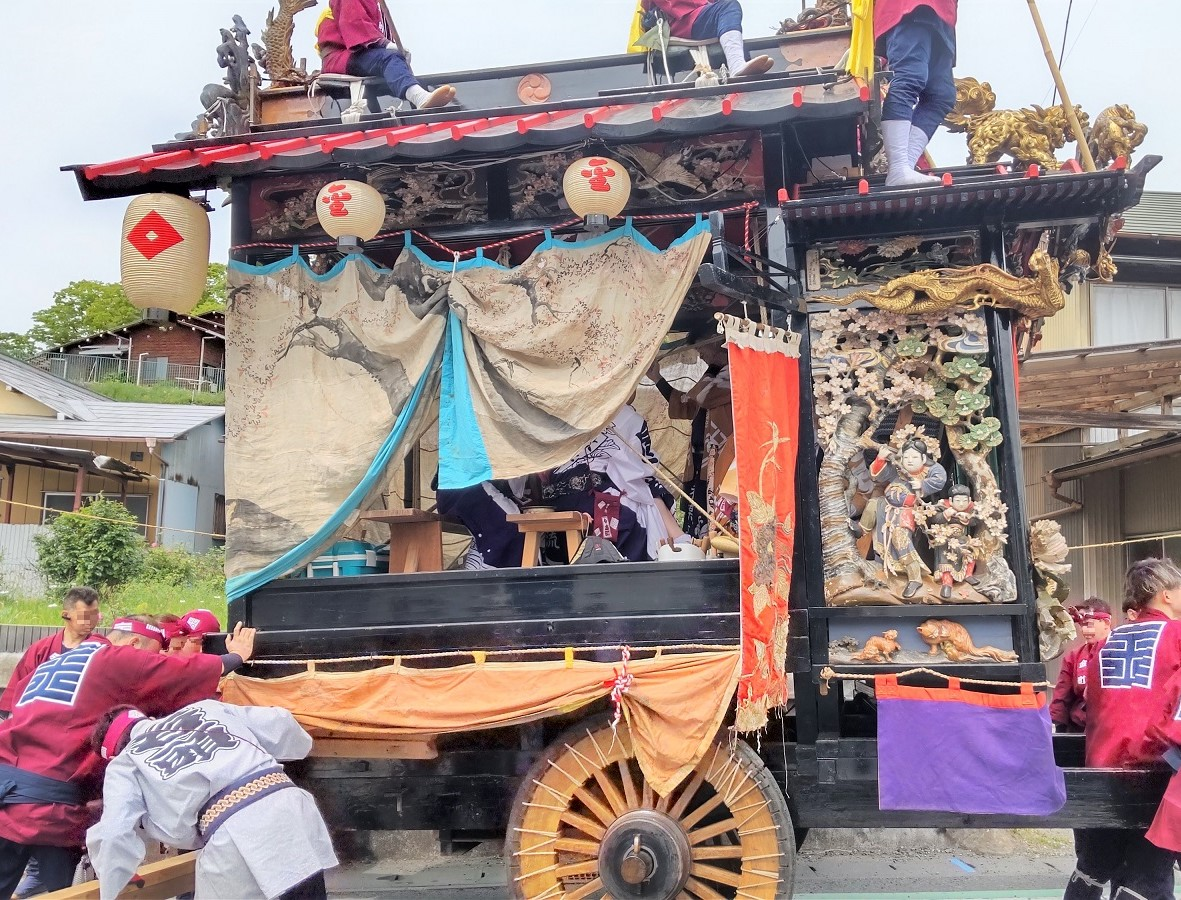
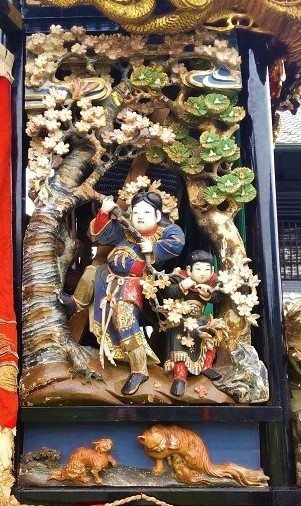
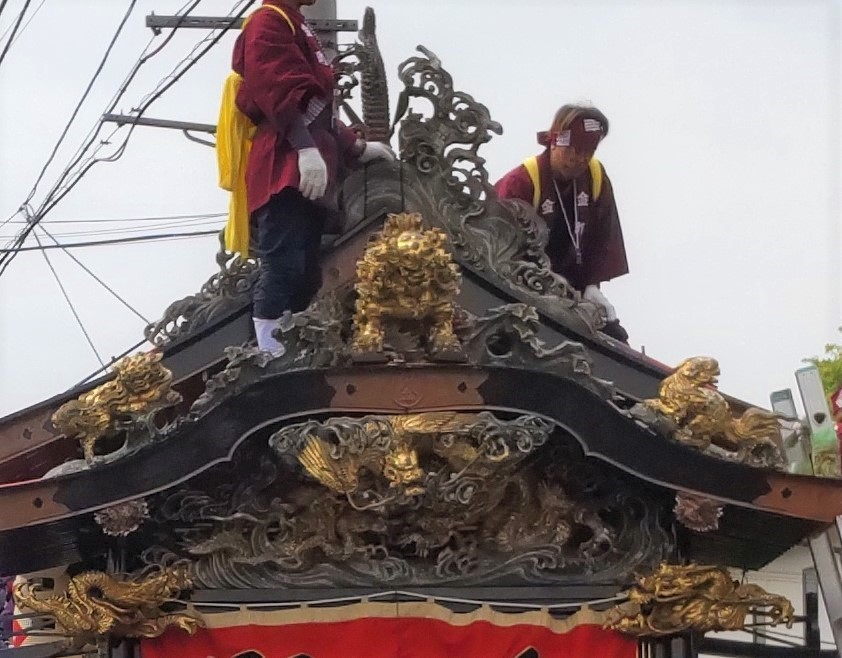

- 愛宕町

製作年代は昭和20年代。大きさは間口1.73メートル、奥行き3.3メートル、高さ4.06メートル。正面棟飾りは2羽の孔雀を足下に置いた武将。

愛宕町屋台
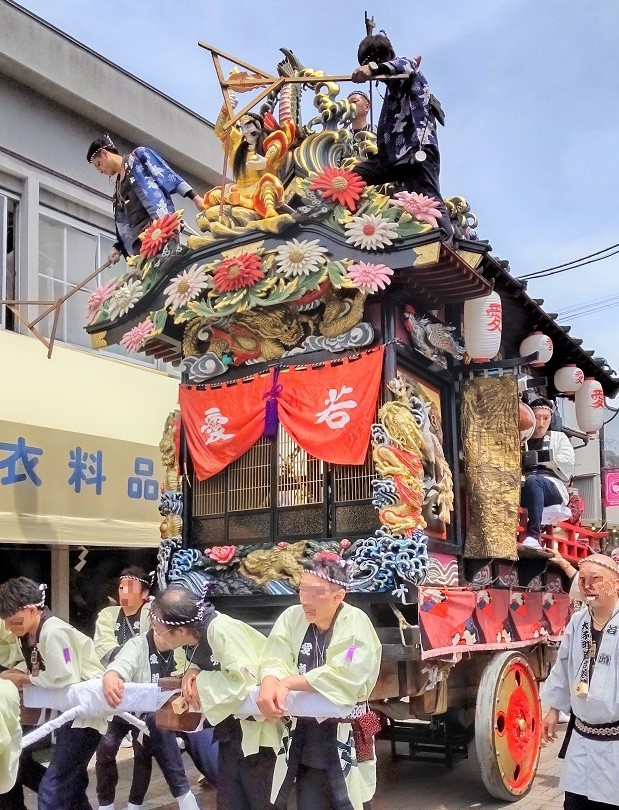
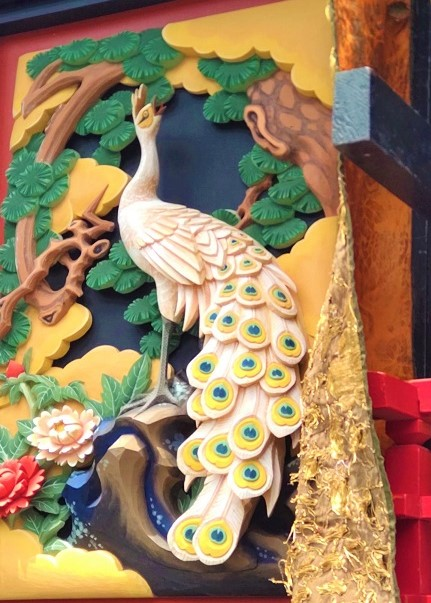

## 他催事
商店街に面した大鳥居から伸びる参道の石段『百段階段』を活用したイベントに以下がある。
- 百段階段でひなまつり

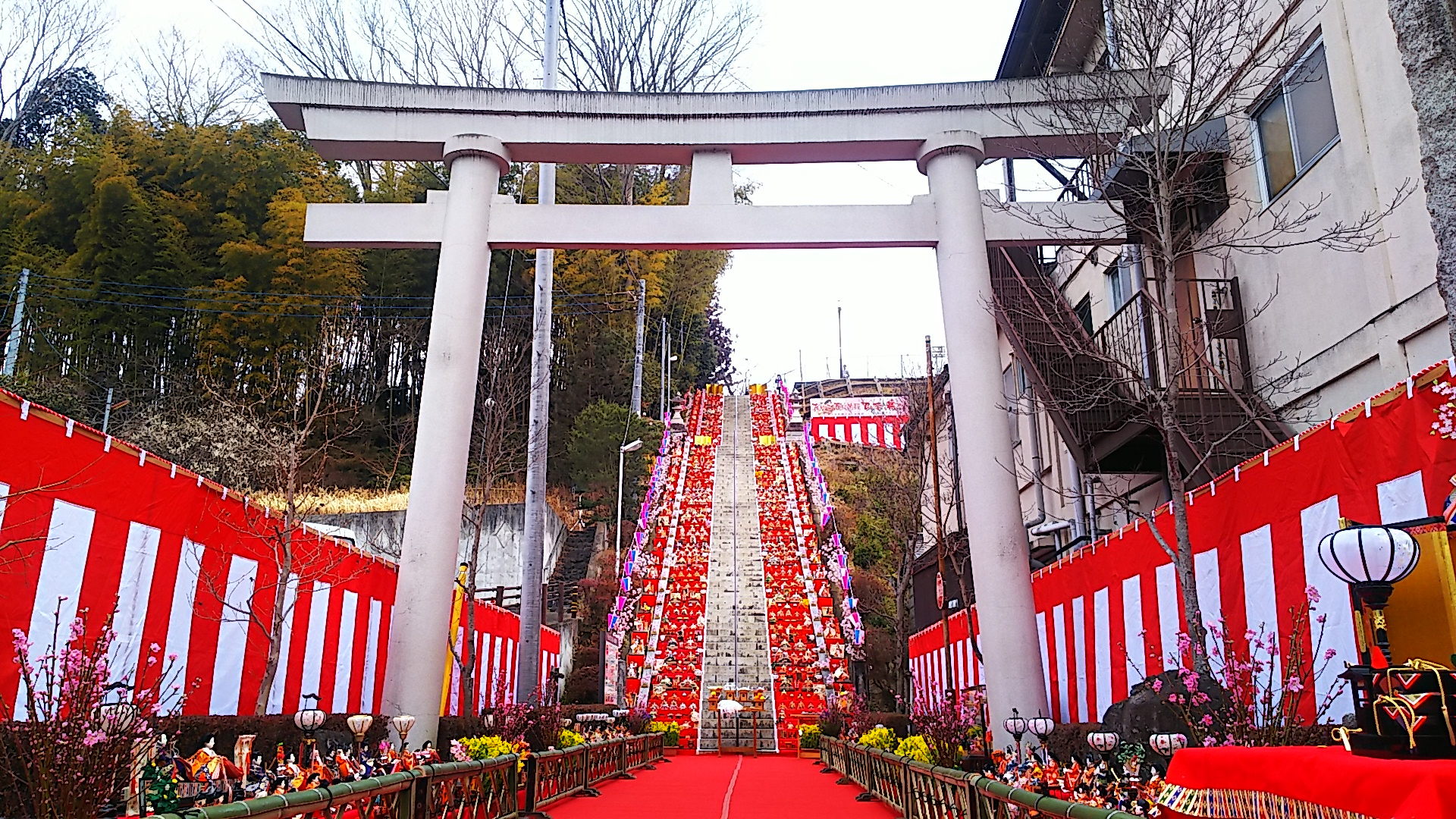
百段階段でひなまつり（2019年3月3日開催時撮影）

百段階段に緋毛氈をかけ、多くの雛人形を置く1日限りのイベント『百段階段でひなまつり』が2008年から毎年の雛祭りの時期に開催されている。観客は石段を登りながら、両脇に並べられた約1000体の雛人形を鑑賞する。このイベントに合わせ、大子町の特産品であるリンゴを使ったアップルパイの販売や、花嫁行列等も催され、約3万人の観客が訪れる大子町の春の大型イベントとなっている。
- キャンドルナイト

百段階段の階段にキャンドルを置く、キャンドルナイトが2012年12月に始まり、以後、七夕やハロウィンの時期等に行われている。キャンドルは毎回設定されるテーマに合わせて配置され、階段を生かした立体的な灯りのアートが観られる。開催夜には商店街でライブやバザーも開かれる。
- KENPOKU ART 2016 茨城県北芸術祭

2016年9月17日から11月20日の間、大子町を含む茨城県北地域5市1町を展示エリアとした大型芸術イベント「KENPOKU ART 2016 茨城県北芸術祭」が開催された。大子町でもいくつかの作品展示が行われたが、その内、東京芸術大学の堀田光彦は『歩む』という、階段を登るアルミニウム製の足跡の鋳金作品を百段階段に展示した。

## 現地情報
所在地
- 社殿・社務所

茨城県久慈郡大子町大子426-1
交通アクセス
- 電車

JR 水郡線常陸大子駅から社殿まで徒歩約6分。
- 車

常磐自動車道那珂インターチェンジから国道118号を北上して約60分で常陸大子駅前。
周辺
- 自然

久慈川が十二所神社から約300メートル東を流れる。
- 建物

常陸大子駅から十二所神社に至る間の商店街には以下の国登録有形文化財となっている歴史的建造物が残されている。
- 旧樋口病院入院棟
- 大子カフェ店舗兼主屋
- 大子カフェ土蔵
- 旧外池呉服店店舗（器而庵）
- 旧大子銀行本店（街かど美術館）

平成の後期からは、これらの建築物を活かしたノスタルジックな街景色創りが商店街で演出されている。他に周辺には大子町文化福祉会館"まいん"、茨城県立大子清流高等学校等がある。